# ستانلي ولز
ستانلي ولز (بالإنجليزية: Stanley Wells)‏ هو مؤلف وكاتب بريطاني، ولد في 21 مايو 1930 في المملكة المتحدة.